# Carlos Alberto Martins Cavalheiro
Carlos Alberto Martins Cavalheiro, meglio noto come Carlos Alberto (Rio de Janeiro, 21 gennaio 1932 – 29 giugno 2012), è stato un calciatore brasiliano, di ruolo portiere.